# Un canto por México, vol. 1
Un canto por México, Vol. 1 es el séptimo álbum de estudio de la cantautora mexicana Natalia Lafourcade el cual está basado en el concierto realizado el 4 de noviembre de 2019 denominado Un canto por México para la reconstrucción del Centro de Documentación del Son Jarocho.
En 2020, ganó tres Grammys Latinos, entre ellos, Mejor Canción Alternativa y Regional Mexicana por «En cantos» y «Mi religión», además de Álbum del Año, convirtiéndola en la tercera mujer en toda la historia de dicha ceremonia en ganar Álbum del Año. También ganó un Grammy en la 63.ª edición, dentro de la categoría mejor álbum de música regional mexicana.

## Antecedentes y lanzamiento
Durante el Hasta la raíz tour Natalia Lafourcade conoció a Los Cojolites, fundadores del Centro de Documentación del Son Jarocho en Jáltipan.  Los Cojolites se presentaron con ella en el concierto realizado el 4 de noviembre de 2015. El 19 de septiembre de 2017 ocurrió el terremoto de Puebla, que afectó al centro de México dejando graves daños al Centro de Documentación. 
En primer lugar la cantante realizó un concierto en Los Ángeles ese mismo año con la denominación Un canto por México para la reconstrucción del Centro de Documentación del Son Jarocho. Todo lo recaudado fue donado a la asociación responsable para comenzar la planificación de la reconstrucción bajo el diseño de Carlos Zedillo. Tras cuatro años de conocer a Los Cojolites, Natalia presentó un segundo concierto llamado de la misma manera, ahora siendo el punto de reunión el Auditorio Nacional de México el 4 de noviembre de 2019. De allí Natalia dijo que rompería sus años sabáticos para emprender un nuevo disco, presentando el primer sencillo «Una Vida» ese mismo día.
El álbum fue lanzado el 8 de mayo solo en formato digital debido a las complicaciones por el impacto socioeconómico de la pandemia de COVID-19

## Lista de canciones
| Lista de canciones de Un canto por México, vol. 1 |                                                                 |                                                                |          |  |
| N.º                                               | Título                                                          | Escritor(es)                                                   | Duración |  |
| 1.                                                | «El balajú-Serenata huasteca» (con Los Cojolites)               | Tradicional mexicana, José Alfredo Jiménez, Natalia Lafourcade | 4:28     |  |
| 2.                                                | «Mexicana hermosa» (con Carlos Rivera)                          | Natalia Lafourcade, Gustavo Guerrero                           | 4:12     |  |
| 3.                                                | «Veracruz»                                                      | Agustín Lara                                                   | 4:03     |  |
| 4.                                                | «Una vida»                                                      | Natalia Lafourcade                                             | 4:21     |  |
| 5.                                                | «Hasta la raíz» (con Los Cojolites y Los Auténticos Decadentes) | Natalia Lafourcade, Leonel García                              | 4:32     |  |
| 6.                                                | «Ya no vivo por vivir» (con Leonel García)                      | Alberto Aguilera Valadez                                       | 6:09     |  |
| 7.                                                | «Mi religión»                                                   | Natalia Lafourcade                                             | 3:35     |  |
| 8.                                                | «Para qué sufrir» (con Jorge Drexler)                           | Natalia Lafourcade, Juan Manuel Torreblanca                    | 3:46     |  |
| 9.                                                | «Nunca es suficiente»                                           | Natalia Lafourcade, Daniela Azpiasu                            | 4:20     |  |
| 10.                                               | «Sembrando flores» (con Los Cojolites)                          | Noé González, Benito Cortés                                    | 4:45     |  |
| 11.                                               | «Lo que construimos» (con Emmanuel del Real)                    | Natalia Lafourcade                                             | 4:06     |  |
| 12.                                               | «Un derecho de nacimiento» (con Panteón Rococó)                 | Natalia Lafourcade                                             | 5:21     |  |
| 13.                                               | «Mi tierra veracruzana» (con Los Cojolites)                     | Natalia Lafourcade                                             | 4:11     |  |
| 14.                                               | «Cucurrucucú paloma»                                            | Tomás Méndez                                                   | 5:11     |  |
| 1h 3m                                             |                                                                 |                                                                |          |  |

## Certificaciones
- Certificación por la canción «Lo que construimos»

| País   | Organismo certificador | Certificación | Ventas certificadas | Ref.   |
| ------ | ---------------------- | ------------- | ------------------- | ------ |
| México | Amprofon               | 3xPlatino     | 180 000             | [ 12 ] |

- Certificación por la canción «Nunca es suficiente»

| País   | Organismo certificador | Certificación | Ventas certificadas | Ref.   |
| ------ | ---------------------- | ------------- | ------------------- | ------ |
| México | Amprofon               | 4xPlatino+Oro | 270 000             | [ 12 ] |

- Certificación por la canción «Mexicana hermosa»

| País   | Organismo certificador | Certificación | Ventas certificadas | Ref.   |
| ------ | ---------------------- | ------------- | ------------------- | ------ |
| México | Amprofon               | Oro           | 30 000              | [ 12 ] |